# Моренець Віктор Іванович
Віктор Іванович Моренець (нар. 5 березня 1964, м. Прилуки, Чернігівська область) — український правник, письменник. Дослідник історії визвольних змагань 1917—1921 рр.

## Життєпис
Народився 5 березня 1964 року в м. Прилуки на Чернигівщині в родині залізничників.
За фахом — правник-господарник. У 1991 році закінчив Київський державний університет імені Т. Г. Шевченка.
Ще навчаючись у середній школі, очолював краєзнавчий гурток. Є членом Історичного клубу «Холодний Яр» і редколегії культурологічного часопису «Прилуки. Фортеця».

## Книги
- Моренець, Віктор. Земляки Миколи Міхновського в боротьбі за Українську державність [Текст] / В. Моренець. — К. : Іст. клуб «Холодний Яр» ; Вінниця: Держ. картогр. ф-ка, 2012. — 252, [3] с. : іл., фото. — (Бібліотека Історичного клубу «Холодний Яр»).
- Ічнянці в Армії УНР [Текст]: Штрихи до літопису боротьби українців проти російської окупації у перше десятиріччя після більшовицького перевороту 1917-го року / Віктор Моренець, Віталій Шевченко. — Чернігів: Лозовий В. М. [вид.], 2013. — 295 с. : фотогр. — (Книгарня Фонду Віталія Шевченка).
- Моренець, Віктор. Земля, полита кров'ю [Текст] / Віктор Моренець. — К. : Іст. клуб «Холодний Яр»: Український пріоритет, 2013. — 366 с. : іл. — (Бібліотека Історичного клубу «Холодний Яр»).
- Моренець, Віктор Іванович. Чернігівський процес [Текст] / Віктор Моренець. — Ніжин: Лисенко М. М. [вид.], 2014. — 255 с. : іл.
- Моренець, Віктор Іванович. Невідома спадщина [Текст]: [спогади, ст., щоденники старшин Армії УНР] / Віктор Моренець. — Ніжин: Лисенко М. М. [вид.], 2014. — 262 с. : фот.
- Микола Міхновський: публіцистика та вірші [Текст]: [збірка] / [Микола Міхновський ; упоряд. В. І. Моренець]. — Ніжин: Лисенко М. М. [вид.], 2015. — 95 с. : фот.
- «Подєбрадський полк» Армії УНР [Текст]: до історії Укр. січ. стрільців, Богдан. та Гордієнк. полків військ Центр. Ради, 1-ї Сірої, 1-ї Запоріз., 2-ї Волин., 3-ї Заліз., 4-ї Київ., 5-ї Херсон. та 1-ї Кулемет. дивізій Армії УНР, Галиц. армії, Вільного козацтва, повстан.-партизан. руху, Запоріз. Січі Юхима Божка, Окр. чорномор. коша військ Директорії, Легії укр. націоналістів, УВО, ОУН, Карпат. Січі та дивізії «Галичина» / Роман Коваль, Віктор Моренець. — Київ: Іст. клуб «Холодний Яр»: Український пріоритет, 2015 . — (Бібліотека Історичного клубу «Холодний Яр»). — Т. 1, кн. 1. — 2015. — 374 с. : іл. — (Серія «Видатні українці» ; кн. 5).
- Сім спогадів Визвольної війни [Текст] / [ред.-упоряд. В. І. Моренець] ; Б-ка Іст. клубу «Холодний Яр». — Київ: Іст. клуб «Холодний Яр»: Медобори-2006, 2015. — 327 с. : іл. — (Серія «Українська воєнна мемуаристика» ; кн. 8).
- Моренець, Віктор Іванович. «Просвіта» інкогніта [Текст] / Віктор Моренець. — Ніжин: Лисенко М. М. [вид.], 2015. — 498 с. : іл.
- Церковно-визвольний рух на Чернігівщині в 1920-х роках [Текст] / [ред.-упоряд. В. І. Моренець]. — Кам'янець-Подільський: Медобори-2006, 2016. — 391 с. : іл.
- Самбурський, Костянтин Іванович. Щоденники 1918—1928 рр. Гірка українська історія очима псаломщика з Гужівки [Текст] / Костянтин Самбурський ; [упоряд.: В. Моренець, В. Шевченко ; наук. ред. В. Шевченко]. — Київ: Гнозіс, 2015. — 1023 с. : фото.
- Перша хвиля [Текст]: [про концтабори на території України в 1919—1922 рр.] / [ред.-упоряд. Віктор Моренець]. — Кам'янець-Подільський: Друкарня «Рута», 2017. — 362, [1] с. : табл., іл., фото.
- «Подєбрадський полк» Армії УНР [Текст]: до історії Укр. січ. стрільців, Богдан. та Гордієнк. полків військ Центр. Ради, 1-ї Сірої, 1-ї Запоріз., 2-ї Волин., 3-ї Заліз., 4-ї Київ., 5-ї Херсон. та 1-ї Кулемет. дивізій Армії УНР, Галиц. армії, Вільного козацтва, повстан.-партизан. руху, Запоріз. Січі Юхима Божка, Окр. чорномор. коша військ Директорії, Легії укр. націоналістів, УВО, ОУН, Карпат. Січі та дивізії «Галичина» / Роман Коваль, Віктор Моренець. — Київ: Іст. клуб «Холодний Яр», 2015 . — (Бібліотека Історичного клубу «Холодний Яр»). — Т. 2 : [К — Р]: [біогр. зб.] / Роман Коваль, Віктор Моренець, Юрій Юзич. — Київ: Орієнтир, 2017. — 375 с. : фот. — (Серія «Видатні українці» ; кн. 8).
- Армія за дротами [Текст]: [зб. док.] / [ред.-упоряд. В. І. Моренець]. — Кам'янець-Подільський: Рута, 2018. — 431 с.
- Прилуччина на світлинах минулого. Фотопутівник / упоряд. Марина Будзар, Валентина Тарасенко, Віктор Моренець, Ігор Павлюченко, Олександр Лозовий. — К.: ФОП Денисюк В. Б., 2019. — 64 с.
- Роман Коваль, Віктор Моренець, Юрій Юзич. «Подєбрадський полк» Армії УНР. — Т. 3. — Київ: Історичний клуб «Холодний Яр», «Український пріоритет», 2020. — 504 с.
- Моренець Віктор. Дві окупації. Чернігівщина 1940-х років. — К.: В-во Марка Мельника, 2020. — 592 с.
- На пошану Степанові Сірополкові. Збірка / упоряд. Валентина Тарасенко, Віктор Моренець, Ігор Павлюченко, Олександр Лозовий. — К.: ФОП Денисюк В. Б., 2020. — 54 с.[1]